# Jones (Isabela)
Jones  (Bayan ng Jones) es un municipio filipino de primera categoría perteneciente a  la provincia de La Isabela en la Región Administrativa de Valle del Cagayán, también denominada Región II.

## Geografía
Tiene una extensión superficial de 670.14 km² y según el censo del 2007, contaba con una población de 41.237 habitantes y 8.171 hogares; 44.218 habitantes el día primero de mayo de 2010
Jones dista 355 km de Manila; 91 de Ilagan, capital provincial; 18 de Ipil, Echague; 26 de Santiago; 63 de Cauayan; y 161 de Tuguegarao.

### Barangayes
Jones se divide administrativamente en 42 barangayes o barrios, 38 de  carácter rural y cuatro de carácter urbano. Dos corresponden a la capital, mientras que los otros dos restantes son San Vicente y Dibuluan.
| - Abulan - Addalam - Arubub - Bannawag - Bantay - Barangay I (Población - Centro) - Barangay II (Población) - Barangcuag - Dalibubon - Daligan - Diarao - Dibuluan - Dicamay I - Dicamay II | - Dipangit - Disimpit - Divinan - Dumawing - Fugu - Lacab - Linamanan - Linomot - Malannit - Minuri - Namnama - Napaliong - Palagao - Papan Este | - Papan Oeste - Payac - Pongpongan - San Antonio - San Isidro - San Jose - San Roque - San Sebastián - San Vicente - Santa Isabel - Santo Domingo - Tupax - Usol - Villa Bello |

## Historia
Este territorio, situado en la margen izquierda del río Grande de Cagayán  fue segregado del municipio de  Echagüe el 1 de enero de 1921.
Su denominación hace referencia al miembro de la Cámara de Representantes de los Estados Unidos William Atkinson Jones (1849-1918).